# Бриџет Рајли
Бриџет Луис Рајли CH CBE (24. април 1931) јесте енглеска сликарка. Највише је позната по оп арт сликама.

## Живот и уметнички почеци
Рајли је рођен 24. априла 1931. у Норвуду у Лондону. Њен отац, Џон Фишер Рајли, пореклом је из Јоркшира и школовао се за официра војске. По занату је био штампар и имао је сопствени бизнис. Године 1938. преселио је штампарију, заједно са својом породицом, у Линколншир.
Почетком Другог светског рата, њен отац, припадник Територијалне војске, је мобилисан, а Рајли се, заједно са мајком и сестром Сели, преселила у викендицу у Корнволу. Кућицу, недалеко од мора у близини Падстоуа, делила им је тетка која је била бивша студенткиња на Голдсмит колеџу у Лондону. Основно образовање долазило је у виду нередовних разговора и предавања неквалификованих или пензионисаних наставника. Похађала је женски колеџ Челтенхем (1946–1948), а затим студирала уметност на Голдсмит колеџу (1949–52), а касније на Royal College of Art (1952–55).
Између 1956. и 1958. неговала је свог оца, који је доживео озбиљну саобраћајну несрећу. Доживела је слом због нарушеног здравља њеног оца. Након тога је радила у продавници производа од стакла. На крају се придружила рекламној агенцији Ј. Волтера Томпсона, као илустратор, где је радила хонорарно све до 1962. године. Изложба Џексона Полока одржана у Вајтчепел галерији у зиму 1958. имала је утицај на њу.
Њен рани рад био је фигуративан и полуимпресионистички. Између 1958. и 1959. године, њен рад у рекламној агенцији показао је њено усвајање стила сликања заснованог на поентилистичкој техници. Око 1960. године почела је да развија свој препознатљив Оп Арт стил који се састоји од црно-белих геометријских шара који истражују динамику вида и производе дезоријентишући ефекат на око и производе покрете и боје. У лето 1960. обишла је Италију са својим ментором Морисом де Сосмарезом, а двојица пријатеља посетили су Венецијански бијенале са великом изложбом футуристичких радова.
На почетку своје каријере, Рајли је радила као наставница ликовне културе за децу од 1957. до 1958. у самостану Светог Срца, Хароу (сада познатом као Sacred Heart Language College). У самостану светог Срца започела је основни курс дизајна. Касније је радила на Уметничкој школи Лафборо (1959), Хорнси колеџу уметности и Крајдон арт колеџу (1962–64).
Године 1961. она и њен партнер Питер Сеџли посетили су плато Воклиза на југу Француске, где су купили запуштену фарму коју су на крају претворили у студио. У Лондону, у пролеће 1962. године, Виктор Масгрејв из Галерије Оне одржала је своју прву самосталну изложбу.
Године 1968. Рајли је са Сеџлијем и новинаром Питером Таунсендом створио уметничку организацију SPACE (Space Provision Artistic Cultural and Educational), са циљем да уметницима обезбеди велики и приступачан студијски простор.
Њен зрели уметнички стил, развијен током 1960-их, био је под утицајем извора као што је француски неоимпресионистички уметник Жорж Сера. У периоду 2015–2016, Галерија Courtauldје на изложби Bridget Riley: Learning from Seurat, изнела аргументе о томе како је Сеураов поинтилизам утицао на њу према апстрактном сликарству. Као млади уметник 1959. године, Рајли је видео Мост у Курбевоау, у власништву Courtauld-а, и одлучио да наслика копију. Добијени рад од тада виси у Рајлијевом атељеу, забрањујући да га позајми галерији за изложбу, показујући, по мишљењу уметничког критичара Џонатана Џонса, „колико је Сеурат био пресудан за њен приступ уметности. Рајли је описала своју копију Сераове слике као „алат“, што је Џоунс тумачио у смислу да се она, као и Серат, бавила уметношћу „као оптичком науком“; по његовом мишљењу, Рајли је „заиста исковала свој оптички стил проучавајући Серата“, чинећи изложбу правим сусретом старог и новог. Џонс коментарише да је Рајли истраживала Сератов поинтилизам сликајући из књиге илустрације Сератовог моста у проширеној скали да би открила како његова техника користи комплементарне боје, и наставила да ствара сопствене поентилистичке пејзаже, као што је Ружичасти пејзаж (1960.), насликана убрзо након њене студије у Серату и приказује „брда Тоскане испуњена сунцем“ (и приказана на постеру изложбе) за које Џонсова пише да би се лако могли узети као пост-импресионистички оригинал. По његовом мишљењу, Рајли дели Сератову „радост за живот“, једноставно, али радикално уживање у боји и виђењу.
Живи и ради у Лондону, Корнволу и Воклизу у Француској.

## Стваралаштво
У том периоду Рајли је почела да слика црно-беле радове по којима је први пут постала позната. Они представљају велики избор геометријских облика који стварају осећај кретања или боје. Почетком 1960-их, говорило се да њени радови изазивају различите сензације код гледалаца, од морске болести до осећаја роњења са неба. Од 1961. до 1964. радила је са контрастом црне и беле, повремено уносећи тонске скале сиве. Радови у овом стилу обухватали су њену прву самосталну изложбу 1962. у Musgrave's Gallery One, као и бројне наредне изложбе. На пример, у Fall-у, једна крива окомита се понавља да би се створило поље различитих оптичких фреквенција. Визуелно, ови радови се односе на многе проблеме тог периода: уочену потребу за учешћем публике (ово их повезује са дешавањима, која су била уобичајена у овој ери), изазове појма дуалности ума и тела који је навео Олдоса Хакслија да експериментише са халуциногеним лековима; забринутост због тензије између научне будућности која би могла бити веома корисна или би могла довести до нуклеарног рата ; и страх од губитка истинског индивидуалног искуства у Врлом новом свету. Њене слике од 1961. године изводе асистенти. Она педантно планира дизајн своје композиције са припремним цртежима и техникама колажа; њени помоћници према њеном упутству сликају коначна платна са великом прецизношћу.
Рајли је почела да истражује употребу боја 1967. године, године када је направила своју прву слику са пругама. Након велике ретроспективе раних 1970-их, Рајли је почео да путује. После путовања у Египат раних 1980-их, где је била инспирисана шареним хијероглифским украсима, Рајли је почела да истражује боје и контраст. У неким радовима, линије боје се користе за стварање ефекта светлуцања, док је у другим платно испуњено теселирајућим шарама. Типично за ова каснија живописна дела је Shadow Play.
Нека дела су насловљена према одређеним датумима, друга по одређеним локацијама (на пример, Les Bassacs, село на југу Француске где Рајли има студио).
Након посете Египту 1980–81, Рајли је креирала нову палету, коју је назвала својом египатском палетом и произвела дела као што су серија Ка и Ра, која обухвата дух земље, древне и модерне, и одражавају боје египатског пејзажа. Позивајући се на чулно сећање на њена путовања, слике настале између 1980. и 1985. показују сликаркину слободну реконструкцију ограничене хроматске палете откривене у иностранству. 1983. године, први пут после петнаест година, Рајли се вратио у Венецију да поново проучава слике које чине основу европског колоризма. Крајем 1980-их, Рајлијев рад је доживео драматичну промену са поновним увођењем дијагонале у облику низа паралелограма који су коришћени да поремете и анимирају вертикалне пруге које су карактерисале њене претходне слике. У Delos (1983), на пример, плаве, тиркизне и смарагдне нијансе смењују се са богатом жутом, црвеном и белом.

### Мурали
Рајли је осликала привремене мурале за Тејт, Музеј модерне уметности Париза и Националну галерију. Године 2014, Imperial College Healthcare Charity Art Collection јој је наручио да направи трајни мурал од 56 метара за болницу Сент Мари у Лондону; дело је постављено на 10. спрату болничког крила краљице Елизабете краљице мајке, придруживши се још два која је насликала више од 20 година раније. Током 2017. поставила је пругасти мурал који је опловио бившу војну касарну у облику слова У у фондацији Чинати у Марфи у Тексасу, који се надовезао на радове изведене за болницу Royal Liverpool 1983.
Између 2017. и 2019. њена зидна слика за Chinati Foundation, Марфа, Тексас, била је највеће уметниково дело до сада и обухватала је шест од осам зидова зграде. Мурал је упућивао на зидну слику Bolt of Colour (1983) Универзитетске болнице Краљевске Ливерпуле и поново је погледао уметникову египатску палету.

### Писац и кустос
Она је писала о о уметницима, од Николаса Пусена до Бруса Наумана. Била је ко-кустос Piet Mondrian: From Nature to Abstraction (са Шоном Рејнбирдом ) у галерији Тејт 1996. Поред историчара уметности Роберта Кудиелке, Рајли је такође био кустос изложбе 2002. „ Paul Klee: The Nature of Creation“, изложбе у галерији Хејворд у Лондону 2002. Године 2010. курирала је изложбу избора уметника у Националној галерији у Лондону, бирајући слике великих уметника попут Тицијана, Веронезеа, Ел Грека, Рубенса, Пусена и Пола Сезана.

## Изложбе
Године 1965. Рајли је излагала своје радове у оквиру изложбе Музеја модерне уметности у Њујорку, Оп уметносте; изложба која је прва привукла пажњу широм света на њен рад и покрет Оп Арт. Њена слика Current, 1964, репродукована је на насловној страни каталога изложбе. Рајли је, међутим, постајала све више разочарана експлоатацијом њене уметности у комерцијалне сврхе, откривши да у САД не постоји заштита ауторских права за уметнике. Први амерички закон о ауторским правима је коначно усвојен, након независне иницијативе њујоршких уметника, 1967.
Учествовала је у документима IV (1968) и VI (1977). Године 1968. Рајли је представљала Уједињено Краљевство на Венецијанском бијеналу, где је била прва британска савремена сликарка и прва жена којој је додељена Међународна награда за сликарство. Њен дисциплинован рад изгубио је тло под упорним гестовима неоекспресиониста 1980-их, али изложба њених раних слика у Галерији Серпентине 1999. изазвала је оживљавање интересовања за њене оптичке експерименте. „Bridget Riley: Reconnaissance“, изложба слика из 1960-их и 1970-их, представљена је 2000. године. Године 2001. учествовала је у Сите Санта Фе, а 2003. године National Gallery of British Art је организовала велику  ретроспективу уметнице. Године 2005. њен рад је представљен у Галерији Олдхам. У периоду од новембра 2010. до маја 2011. њена изложба „Слике и сродни радови“ представљена је у Националној галерији у Лондону.
У јуну и јулу 2014. у Галерији Давид Звирнер у Лондону представљена је ретроспективна изложба „Bridget Riley: The Stripe Paintings 1961–2014“. У јулу и августу 2015, ретроспективна емисија „Bridget Riley: The Curve Paintings 1961–2014".
У новембру 2015. отворена је изложба Bridget Riley у Дејвиду Цвирнеру у Њујорку. У емисији су слике и радови на папиру уметника од 1981. до данас; потпуно илустровани каталог садржи есеј историчара уметности Ричарда Шифа и биографске белешке које је саставио Роберт Кудиелка.
Ретроспективна изложба у Шкотској националној галерији, у партнерству са галеријом Хејворд, одржана је од јуна до септембра 2019. На изложби је представила је ране слике и цртеже, црно-беле радове шездесетих година 20. века и студије које откривају њене методе рада. Ова велика изложба њених радова, која обухвата њену 70-годишњу каријеру, такође је била приказана у галерији Хејворд од октобра 2019. до јануара 2020.

## Заступљеност у јавним институцијама
- Abbot Hall Art Gallery, Кендал[42]
- Arts Council Collection, Лондон[42]
- British Council Collection, Лондон[42]
- Ferens Art Gallery, Хал[42]
- Fitzwilliam Museum, Кембриџ[42]
- Glasgow Museums Resource Centre, Глазгов[42]
- Government Art Collection, Лондон[42]
- Leeds Art Gallery[42]
- Maclaurin Art Gallery at Rozelle House, Аир[42]
- Manchester Art Gallery[42]
- Morley College, Лондон[42]
- Museum Boijmans Van Beuningen, Ротердам[43]
- Museum of Fine Arts, Boston[44]
- Museum of Modern Art, Њујорк[45]
- National Museum Cardiff, Amgueddfa Cymru – Museum Wales[42]
- Nelson-Atkins Museum of Art, Кензас Сити[46]
- Ruth Borchard Collection[42]
- Southampton City Art Gallery[42]
- Tate, Лондон[42]
- University of Warwick[42]
- Walker Art Gallery, Ливерпул[42]
- Whitworth, Манчестер[42]

## Утицај
Уметници Рос Блекнер и Филип Тафе направиле су неколико слика, као почаст раду Рајлијеве из периода 80-их година. Године 2013, Рајли је тврдила да је дело Тобијаса Ребергера у црно-белој шаховници величине зида плагирало њену слику Покрет на трговима и затражила да се она уклони из изложбе у читаоници Државне библиотеке у Берлину.

## Признања
Године 1963. Рајли је награђен наградом AICA Critics Prize, као и наградом Џон Мурс, Liverpool Open Section Prize. Годину дана касније, добила је стипендију Peter Stuyvesant Foundation Travel. Године 1968. добила је Међународну награду за сликарство на Бијеналу у Венецији. Године 1974. проглашена је за команданта Најизврснијег реда Британске империје. Рајли је добио почасни докторат од Оксфорда (1993) и Кембриџа (1995). Године 2003. одликована је Preamium Imperiale, а 1998. постала је један од само 65 чланова Ордена Companions of Honour. Као члан одбора Националне галерије 1980-их, блокирала је план Маргарет Тачер да уступи суседни део имовине инвеститорима и на тај начин помогла да се осигура коначна изградња музејског крила Саинсбури. Рајли је такође добио Госларер Каисеринг града Гослара 2009. и 12. Рубенсову награду Зигена 2012. Такође 2012. постала је прва жена која је добила Sikkens Prize, холандску награду за уметност која одаје признање за употребу боје.

## Филантропија
Рајли је покровитељ Paintings in Hospitals, добротворне организације основане 1959. године за пружање уметности за здравствену и социјалну заштиту у Енглеској, Велсу и Северној Ирској.
Између 1987. и 2014. године креирала је три мурала на осмом, деветом и десетом спрату крила краљице Елизабете, краљице мајке, у болници Свете Марије, Лондон.
Године 2017, заједно са Јоко Оно и Трејси Емин, Рајли је донирала уметничка дела на аукцији како би прикупила новац за модерну уметност Оксфорда.

## Дела
- Bridget Riley A Very Very Person: The Early Years. London: Ridinghouse,. 2019. ISBN 9781909932500.. Text by Paul Moorhouse.
- Bridget Riley: The Stripe Paintings 1961–2014. New York: David Zwirner Books,. 2014. ISBN 9780989980975.. Texts by Robert Kudielka, Paul Moorhouse, and Richard Shiff.[59]
- Bridget Riley: The Stripe Paintings 1961–2012 (London: Ridinghouse; Berlin: Holzwarth Publications and Galerie Max Hetzler, 2013). Texts by John Elderfield, Robert Kudielka and Paul Moorhouse.[60]
- Bridget Riley: Works 1960–1966 (London: Ridinghouse, 2012). Bridget Riley in conversation with David Sylvester (1967) and with Maurice de Sausmarez (1967).
- Bridget Riley: Complete Prints 1962–2012 (London: Ridinghouse, 2012). Essays by Lynn MacRitchie and Craig Hartley; edited by Karsten Schubert.
- The Eye's Mind: Bridget Riley. Collected Writings 1965–1999 (London: Thames & Hudson, Serpentine Gallery and De Montfort University, 1999). Includes conversations with Alex Farquharson, Mel Gooding, Vanya Kewley, Robert Kudielka, and David Thompson. Edited by Robert Kudielka.
- Bridget Riley: Paintings from the 60s and 70s (London: Serpentine Gallery, 1999). With texts by Lisa Corrin, Robert Kudielka, and Frances Spalding.
- Bridget Riley: Selected Paintings 1961–1999 (Düsseldorf: Kunstverein für die Rheinlande und Westfalen; Ostfildern: Cantz Publishers, 1999). With texts by Michael Krajewski, Robert Kudielka, Bridget Riley, Raimund Stecker, and conversations with Ernst H. Gombrich and Michael Craig-Martin.
- Bridget Riley: Works 1961–1998 (Kendal, Cumbria: Abbot Hall Art Gallery and Museum, 1998). A conversation with Isabel Carlisle.
- Bridget Riley: Dialogues on Art (London: Zwemmer, 1995). Conversations with Michael Craig-Martin, Andrew Graham Dixon, Ernst H. Gombrich, Neil MacGregor, and Bryan Robertson. Edited by Robert Kudielka and with an introduction by Richard Shone.
- Bridget Riley: Paintings and Related Work (London: National Gallery Company Limited, 2010). Text by Colin Wiggins, Michael Bracewell, Marla Prather and Robert Kudielka.  978 1 85709 497 8  978 1 85709 497 8.
- Bridget Riley, Op art and the Sixties (Thames and Hudson 2004), Frances Follin